# 추풍령중학교
추풍령중학교(秋風嶺中學校)는 대한민국 충청북도 영동군 추풍령면 추풍령리에 있는 사립 중학교이다.

## 학교 연혁
- 1946년 : 운수학원 설립
- 1954년 : 추풍령중학교 인가
- 1987년 : 제7대 김낙현 이사장 취임
- 2006년 : 추풍령교육문화관 준공
- 2011년 : 미래형 첨단교실 완공
- 2014년 : 골프연습장 신축
- 2018년 : 자유학년제 및 일반학기 연계학기 운영 ( ~ 2021)
- 2018년 : 충북 행복씨앗학교 운영 ( ~ 2021)
- 2022년 : 충북 행복씨앗학교 재지정 (2022-2025)
- 2023년 : 제76회 졸업식(졸업생 누계 5,680명)
- 2024년 : 제9대 정영호 교장 취임

## 참고 자료
- 추풍령중학교 - 한국교육학술정보원 학교알리미